# Péroz (fils de Chapour de Mésène)
Pour les articles homonymes, voir Péroz.
Péroz Sassan fut un prince sassanide du IIIe siècle de notre ère.

## Biographie
Il était le fils cadet de Chapour de Mésène, troisième fils de Chapour Ier, Empereur sassanide de Perse. C'est la grande inscription de Naqsh-e Rostam qui nous relève son existence : « de Hormizd, Hormizdak, Odâ-kakht, Vahrâm,Sapor et de Péroz fils du roi de Mésène... ». On ne sait rien d'autre sur lui.
Il est probablement mort avant l'ascension de son oncle Narseh sur le trône de Perse, en 293.